# David MacMillan
David William Cross MacMillan (n. 16 martie 1968, Bellshill⁠(d), Scoția, Regatul Unit) este un chimist american de origine scoțiană, profesor la Universitatea Princeton. În 2021, a fost distins cu Premiul Nobel pentru Chimie împreună cu Benjamin List, „pentru dezvoltarea organo-catalizei asimetrice”.